# Олли, Петра
Пе́тра Ма́арит О́лли (фин. Petra Maarit Olli; род. 5 июня 1994, Лаппаярви, Вааса) — финская женщина-борец, чемпионка мира 2018 года, серебряная медалистка Чемпионата мира 2015 года в Лас-Вегасе (до 58 кг), чемпионка Европы 2016 года и 2018 года.
В 2014 году завоевала бронзовую медаль в весе до 58 кг на Чемпионате Европы, а осенью 2015 года стала серебряным медалистом Чемпионата мира в весе до 58 кг.
В 2016 году в финале чемпионата Европы 2016 года победила действующую чемпионку мира украинку Оксану Гергель.
24 октября 2018 года, на Чемпионате мира по борьбе в Будапеште, в финальном поединке с канадской спортсменкой Даниэль Лаппаж в основном времени закончила схватку со счётом 5:5 и должна была стать чемпионкой, так как у соперницы было предупреждение. Канадский тренер, однако, подал апелляцию, которую судьи отклонили, в связи с чем финская спортсменка получила дополнительный балл и стала чемпионкой мира.